# Villa Wurmbach
Villa Wurmbach är sedan 2004 Tysklands förbundspresidents tjänstebostad, belägen på Pücklerstrasse 14 i villastadsdelen Dahlem i sydvästra Berlin.

## Bakgrund
Villan uppfördes 1912 i brittisk lantgodsstil för fabrikören Julius Wurmbach jr.
Villan köptes in av den västtyska staten 1962 för att användas som gästbostad. Efter en omfattande renovering 1998 blev villan tjänstebostad åt förbundskanslern Gerhard Schröder 1999–2001. Sedan 2004 har villan varit tjänstebostad åt förbundspresidenten. Den första presidenten som bosatte sig i villan var Horst Köhler, som i likhet med föregångaren Johannes Rau endast använde presidentslottet Schloss Bellevue i centrala Berlin som arbetsplats och för representation.